# 5817 Robertfrazer
5817 Robertfrazer este un asteroid care intersectează orbita planetei Marte.

## Descriere
5817 Robertfrazer este un asteroid care intersectează orbita planetei Marte. Asteroidul prezintă o orbită caracterizată de o semiaxă mare de 2,41 ua, o excentricitate de 0,34 și o înclinație de 21,1° în raport cu ecliptica.